# Federació Nacional d'Estudiants de Catalunya
La Federación Nacional de Estudiantes de Cataluña o FNEC (Federació Nacional d'Estudiants de Catalunya en catalán) es una organización estudiantil española de ideología nacionalista catalana, que fue fundada en Barcelona en 1932.
Nació de la unión de los sectores catalanistas de la Federación Universitaria Española (FUE) y de elementos de la Associació d'Estudiants Catòlics (Asociación de Estudiantes Católicos). El primer presidente fue Joaquím Granados Borrell. Vinculada ideológicamente al Estado Catalán y la Esquerra Republicana de Catalunya, la FNEC se extendió por otras ciudades y pueblos y mantuvo contactos estrechos con la Agrupació Valencianista Escolar (Agrupación Valencianista Escolar), la Asociación por la Cultura de Mallorca y la Asociación Generala d'Estudiants (Asociación General de Estudiantes), de Montpellier, de filiación occitanista.
En 1940 participó en la fundación del Frente Nacional de Cataluña, al que aportó muchos militantes jóvenes. Entre 1946 y 1963 fue el sindicato democrático clandestino de las asociaciones de estudiantes universitarios de Cataluña y fue reconocida a nivel internacional por vez primera en el II Congreso Iberoamericano de Estudiantes. En Cataluña se convirtió en una plataforma juvenil de partidos políticos, integrada por la Unión Democrática de Cataluña, el Bloc d'Estudiants Nacionalistes (BEN, Bloque de Estudiantes Nacionalistas), el Frente Nacional de Cataluña (FNC) y el Grup d'Estudiants Socialistes (Grupo de Estudiantes Socialistas). Participó activamente en la huelga de tranvías de 1951, en la creación de la Primera Asamblea de Estudiantes Libres de la Universidad de Barcelona en 1957 y en la fundación del Comité de Coordinación Universitaria. Se integró en el Sindicat Democràtic d'Estudiants de la Universitat de Barcelona (Sindicato Democrático de Estudiantes de la Universidad de Barcelona) que se creó en el curso 1965-1966, desapareciendo. Se reconstituyó en 1986 como asociación de estudiantes universitarios catalanistas y afirma tener 1500 afiliados. 
- Datos: Q8960995